# Канатний Завод (зупинний пункт)
Кана́тний Заво́д — пасажирська зупинна залізнична платформа Донецької дирекції Донецької залізниці.
Розташована на півночі Харцизька, Харцизька міська рада, Донецької області між Харцизьким трубним заводом та Харцизьким канатним заводом «Силур» на лінії Горлівка — Іловайськ між станціями Ханженкове (5 км) та Харцизьк (3 км).
Через бойові дії рух приміських та пасажирських поїздів на даній ділянці припинено.